# Club Universitario de Ferrol
Il Club Universitario de Ferrol è una società femminile di pallacanestro di Ferrol.

## Storia
La squadra galiziana fondata nel 1997, ha partecipato inizialmente alla Segunda Nacional.. Già al suo secondo anno si è classificata al terzo posto con relativa promozione alla Primera Nacional.
Il 2001 è l'anno dell'esordio nella Liga Femenina 2, seconda serie del campionato spagnolo. Nel 2005 la squadra è seconda in campionato, ha quindi vinto i play-off, battendo in finale Cadí La Seu, guadagnandosi la promozione nel massimo campionato.
L'esperienza è breve poiché l'anno successivo è ultima nella Liga Femenina de Baloncesto. Seguono otto stagioni interlocutorie prima del nuovo salto di categoria. Nel 2014, nonostante il quinto posto, viene promossa in LF, per l'allargamento dell'organico a 14 squadre.
Nel 2016-17 giunge quarta nella regular season con 41 punti; ai quarti play-off supera per 2-1 IDK Gipuzkoa, quindi viene sconfitta per 2-0 dal Perfumerías Avenida nelle semifinali.
Si ripete l'anno successivo, ancora quarta nella stagione regolare e semifinali play-off perse 0-2 contro Perfumerías Avenida.
Il 2018-19 la squadra, con 3 vittorie e 23 sconfitte, conclude il campionato all'ultimo posto e retrocede in LBF 2.
Il 2 aprile 2025 è finalista di Eurocoppa e perde contro Villeneuve d'Ascq LM.

## Cronistoria
| Cronistoria dell'Universitario de Ferrol. |
| --- |
| - 1997 · fondazione del C. Universitario de Ferrol. - 2001-02 · 15ª in Liga Femenina 2. - 2002-03 · 17ª in Liga Femenina 2. - 2003-04 · 9ª in Liga Femenina 2. - 2004-05 · 5ª in Liga Femenina 2; vince i play-off, promossa in Liga Femenina de Baloncesto. - 2005-06 · 14ª in Liga Femenina de Baloncesto; retrocessa in Liga Femenina 2. - 2006-07 · 7ª in Liga Femenina 2. - 2007-08 · 19ª in Liga Femenina 2. - 2008-09 · 8ª in Liga Femenina 2. - 2009-10 · 15ª in Liga Femenina 2. - 2010-11 · 11ª in Liga Femenina 2. - 2011-12 · 9ª in Liga Femenina 2. - 2012-13 · 6ª in Liga Femenina 2. - 2013-14 · 5ª in Liga Femenina 2; promossa in Liga Femenina de Baloncesto. - 2014-15 · Star Center, 11ª in Liga Femenina de Baloncesto. - 2015-16 · Star Center, 9ª in Liga Femenina de Baloncesto. - 2016-17 · Star Center, 4ª in Liga Femenina de Baloncesto; semifinali play-off. - 2017-18 · Star Center, 4ª in Liga Femenina de Baloncesto; semifinali play-off. - 2018-19 · Baxi, 14ª in Liga Femenina de Baloncesto; retrocessa in Liga Femenina 2. - 2019-20 · Baxi, 2ª in Liga Femenina 2. - 2020-21 · Baxi, 1ª nel Gruppo A della Liga Femenina 2; vince i play-off, promossa in Liga Femenina de Baloncesto. - 2021-22 · Baxi, 16ª in Liga Femenina de Baloncesto; retrocessa in Liga Femenina Challenge. - 2022-23 · Baxi, 1ª in Liga Femenina Challenge; promossa in Liga Femenina de Baloncesto. - 2023-24 · Baxi, in Liga Femenina de Baloncesto |